# Mieczysław Albert Krąpiec
Mieczysław Albert Maria Krąpiec OP (ur. 25 maja 1921 w Berezowicy Małej, zm. 8 maja 2008 w Lublinie) – polski duchowny katolicki, dominikanin, filozof, tomista, teolog, humanista, wieloletni rektor i profesor Katolickiego Uniwersytetu Lubelskiego, współtwórca lubelskiej szkoły filozoficznej, inicjator wydawania i przewodniczący komitetu naukowego Powszechnej Encyklopedii Filozofii.

## Życiorys
Urodził się w niewielkiej miejscowości Berezowica Mała na Podolu. Po ukończeniu w 1939 r. I Państwowego Gimnazjum im. Wincentego Pola w Tarnopolu wstąpił do zakonu oo. Dominikanów w Krakowie, gdzie studiował tajnie filozofię i teologię. Wyjazd z rodzinnej wsi uratował go przed zagładą (w nocy z 22 na 23 lutego 1944 UPA wymordowała 131 polskich mieszkańców Berezowicy). Studia w czasie okupacji niemieckiej odbył tajnie w dominikańskim Kolegium Filozoficzno-Teologicznym w Krakowie, Warszawie i Lublinie. 8 lipca 1943 złożył śluby wieczyste, a 17 czerwca 1945 otrzymał święcenia kapłańskie z rąk ks. abpa prof. dra Michała Godlewskiego.
W 1946 r. uzyskał doktorat z filozofii za pracę O miłości przyrodzonej nade wszystko względem Boga napisanej pod kierunkiem Sługi Bożego o. Jacka Woronieckiego, który został nostryfikowany przez Papieski Uniwersytet Świętego Tomasza z Akwinu „Angelicum” w Rzymie. Studia teologiczne kontynuował w Katolickim Uniwersytecie Lubelskim, gdzie w 1948 uzyskał doktorat z teologii za pracę De amore hipostatico in Sanctissima Trinitate secundum St. Thomam Aquinatem, napisaną pod kierunkiem ks. prof. Antoniego Słomkowskiego.
Habilitację uzyskał w 1957 r. na podstawie rozprawy pt. Egzystencjalne podstawy transcendentalnej analogii bytu.
15 października 2001 Jan Paweł II w liście skierowanym do o. Mieczysława Alberta Krąpca z okazji jego 80. urodzin napisał:

Zawsze podziwiałem Twój realizm spojrzenia na codzienność i maksymalizm w szukaniu odpowiedzi na związane z nią pytania i problemy. Wiedziałem, że to nie jest tylko filozofia w jej wymiarze teoretycznym, ale głęboko w sercu zakorzeniona filozofia życia. Z niej wynikała troska o studentów, o podnoszenie naukowego poziomu Uniwersytetu, aby jego absolwenci byli dobrze przygotowani do stawiania czoła złożonej rzeczywistości oraz do twórczej pracy dla obrony i rozwoju polskiego dziedzictwa nauki i kultury. W ten sposób wyrażała się również troska o zachowanie chrześcijańskiej tożsamości narodu wobec ówczesnych zagrożeń i o kształtowanie w młodych ludziach ducha patriotyzmu, który miłość ojczyzny łączy z otwarciem na ogólnoludzkie, ponadczasowe wartości. Był to opatrznościowy wkład, jaki wniosłeś w życie tej Uczelni i całego polskiego środowiska naukowego jako profesor i długoletni rektor.

Zmarł 8 maja 2008, pochowany został 16 maja 2008 w grobowcu oo. dominikanów na cmentarzu przy ul. Lipowej w Lublinie.

## Praca naukowa
W latach 1946–1954 wykładał filozofię w Dominikańskim Kolegium Filozoficzno-Teologicznym w Krakowie. W 1951 rozpoczął pracę na Wydziale Filozofii Katolickiego Uniwersytetu Lubelskiego, gdzie wykładał metafizykę. W swoich badaniach naukowych skoncentrował się na koncepcji bytu u Arystotelesa i św. Tomasza z Akwinu.
Od 1 stycznia 1955 do 31 sierpnia 1996 pełnił funkcję kierownika Zakładu Metafizyki i Katedry Metafizyki i Teorii Poznania. W 1956 otrzymał tytuł docenta. W latach 1957–1970 był kierownikiem II Katedry Metafizyki (Katedra Metafizyki Ogólnej). W 1965 r. był stypendystą Fundacji Aleksandra von Humboldta, staż odbywał na Uniwersytecie w Monachium, u prof. M. Müllera.
Dwukrotnie był dziekanem Wydziału Filozofii Chrześcijańskiej KUL – w latach 1958–1961 i 1969-1970. Od 1962 do 1970 był przewodniczącym Wydziału Filozoficznego Towarzystwa Naukowego KUL. W 1963 r. otrzymał tytuł profesora nadzwyczajnego, a w 1968 r. profesora zwyczajnego.
Był inicjatorem powstania i przewodniczącym Komitetu Naukowego Powszechnej encyklopedii filozofii, wydawanej w latach 2000–2009 (10 tomów).
Był także inicjatorem powstania polskiego oddziału Międzynarodowego Towarzystwa Tomasza z Akwinu (SITA) oraz był jednym z inicjatorów powołania Oddziału PAN w Lublinie.
Pod jego kierunkiem powstało ok. 300 prac magisterskich oraz ponad 60 prac doktorskich, m.in. kard. Mariana Jaworskiego czy biskupa Ignacego Deca.

## Rektor KUL
O. Krąpiec pełnił funkcję rektora KUL od 1 października 1970 do 1983 roku, przez pięć kadencji – najdłużej w historii uczelni.
Jako rektor rozwijał struktury naukowe, administracyjne oraz bazę materialną uniwersytetu. Dzięki jego staraniom udało się przeprowadzić kapitalny remont całego gmachu głównego uniwersytetu i jego konieczną rozbudowę. Wybudował nowy fronton głównego gmachu KUL, a także był inicjatorem i pomysłodawcą 10-piętrowego Collegium Jana Pawła II, na które zbierał pieniądze głównie w Ameryce.
Zainicjował prace nad powstaniem Encyklopedii katolickiej, był przewodniczącym jej redakcji, utworzył Międzywydziałowy Zakład Leksykograficzny 1970, powołał także Szkołę Kultury i Języka Polskiego przy KUL oraz Zakład Duszpasterstwa i Migracji Polonijnej 1972, reaktywował sekcję Filologii Romańskiej 1972, sekcję Filologii Angielskiej 1982, Wydział Nauk Społecznych z sekcjami: psychologii, pedagogiki, socjologii, sekcję Prawa na Wydziale Prawa Kanonicznego i Nauk Prawnych 1982.

## Zaangażowanie społeczne
Był honorowym przewodniczącym Rady Programowej Radia Maryja. Przez kilka lat wygłaszał felietony z cyklu „Myśląc Ojczyzna”, brał udział w „Rozmowach niedokończonych”, udzielał wywiadów „Naszemu Dziennikowi” i Telewizji Trwam. Wspierał swoim doświadczeniem Wyższą Szkołę Kultury Społecznej i Medialnej.

## Członkostwo w organizacjach
- W okresie gimnazjum był przewodniczącym szkolnego oddziału Młodzieży Wszechpolskiej.
- 1964 został członkiem Görres Gesellschaft (Bonn).
- 1967 został członkiem Societé Internationale pour l’Étude de la Philosophie Médiévale.
- 1970 został członkiem Academia Scientiarum et Artium Europea (Salzburg).
- 1970 został członkiem Pontificia Accademia San Tommaso d’Aquino (Rzym).
- członek, a w latach 1970–1981 prezes Towarzystwa Naukowego KUL.
- 1972 został członkiem Societas Humboldtiana Polonorum.
- 1972-1979 sprawował funkcję kierownika Zakładu Duszpasterstwa i Migracji Polonijnej KUL.
- 1982 został członkiem zwyczajnym Pontificia Academia Theologica (Rzym)
- 1983 został członkiem korespondentem Polskiej Akademii Nauk.
- 1988-1990 był członkiem Centralnej Komisji Kwalifikacyjnej do Spraw Kadr Naukowych.
- 1989 został członkiem czynnym Polskiej Akademii Umiejętności (Kraków).
- 1991 został czynnym członkiem Academia Scientiarum et Artium Europea (Salzburg).
- 1994 został członkiem rzeczywistym Polskiej Akademii Nauk (Warszawa).
- członek Società Internazionale Tommaso d’Aquino (SITA).
- członek Amerykańskiego Stowarzyszenia Filozofów Katolickich.
- przewodniczący i inicjator Polskiego Towarzystwa Tomasza z Akwinu (Lublin).
- członek Polskiego Towarzystwa Filozoficznego.
- członek Lubelskiego Towarzystwa Naukowego.

## Odznaczenia i nagrody
- 1973 otrzymał Krzyż Kawalerski Orderu Odrodzenia Polski.
- 1977 otrzymał II.klasę (Grand Officier) Orderu Leopolda II (nadaną przez rząd Belgii).
- 1978 roku otrzymał Krzyż Komandorski Odrodzenia Polski
- 1981 nagroda Premio Internazionale Salsomaggiore (Parma, Włochy)
- 1983 Medal Komisji Edukacji Narodowej
- 1984 otrzymał Komandorię Orderu Palm Akademickich Rządu Francuskiego.
- 1986 otrzymał Krzyż Komandorski z Gwiazdą Orderu Odrodzenia Polski
- 1988 otrzymał tytuł „Profesora Roku 1988” nadany przez Consesjo Cultural Mundial (UNESCO, Meksyk).
- 1989 doktor honoris causa uczelni: Pontifical Institute of Mediaeval Studies, który jest częścią Uniwersytetu Toronto
- 1990 doktor honoris causa Katolickiego Uniwersytetu w Leuven w Belgii.
- 1991 otrzymał tytuł „Man of the Year 1991/92" nadany przez International Biogaphicial Centre (Cambridge, Anglia),
- 1991 otrzymał Nagrodę im. Księdza Idziego Radziszewskiego Towarzystwa Naukowego KUL
- 1991 otrzymał nagrodę indywidualną Ministra Edukacji Narodowej za wybitne osiągnięcia naukowe.
- 1992 otrzymał tytuł „Man of the Year 1992” nadany przez American Biographical Instityte.
- 1993 doktorat honoris causa Tarnopolskiego Eksperymentalnego Instytutu Pedagogicznego w Tarnopolu.
- 1994 otrzymał wyróżnienie Lubelskiego Towarzystwa Naukowego dla ludzi zasłużonych dla nauki na Lubelszczyźnie.
- 2000 medal „Polonia Mater Nostra Est” Społecznej Fundacji Pamięci Narodu Polskiego.
- 2001 otrzymał Diamentowe Laury Umiejętności i Kompetencji (Katowice).
- 2001 otrzymał medal „Za zasługi dla Katolickiego Uniwersytetu Lubelskiego”.
- 2002 otrzymał nagrodę Feniks 2002, przyznawaną w ramach Targów Wydawców Katolickich; nagroda została przyznana za „całokształt twórczości piśmienniczej i działalności edytorskiej” (Warszawa).
- 2005 otrzymał medal „Zasłużony dla Polonii”.
- 2005 otrzymał honorowy tytuł zakonny „Magister in Sacra Theologia” (pozwala na otwieranie nowych studiów).
- 2006 otrzymał nagrodę Polskiego Stowarzyszenia Morsko-Gospodarczego im. Eugeniusza Kwiatkowskiego „Animus et semper fidelis”.
- 2006 otrzymał „Medal Pamiątkowy Województwa Lubelskiego”

## Wybrane publikacje
Jego dorobek naukowo-badawczy zawiera ponad 30 pozycji książkowych, z których wiele zostało przełożonych na języki: angielski, francuski, rosyjski, oraz około 400 studiów i artykułów.
- Metafizyka
- Realizm ludzkiego poznania
- Ja-człowiek
- Koncepcja prawa
- Koncepcja języka
- U podstaw rozumienia kultury
- Struktura bytu. Charakterystyczne elementy systemu Arystotelesa i Tomasza z Akwinu (1963)
- Człowiek jako osoba
- Ludzka wolność i jej granice
- Człowiek i prawo naturalne
- Arystotelesowska koncepcja substancji
- Sens kultury chrześcijańskiej
- Wprowadzenie do filozofii
- O chrześcijańską kulturę
- O rozumienie świata
- Człowiek w kulturze
- Spełniać dobro. Felietony z „Radia Maryja”
- Filozofia co wyjaśnia?
- Filozofia w teologii
- Odzyskać świat realny
- Dlaczego zło?
- Rozważania o narodzie

## Upamiętnienie

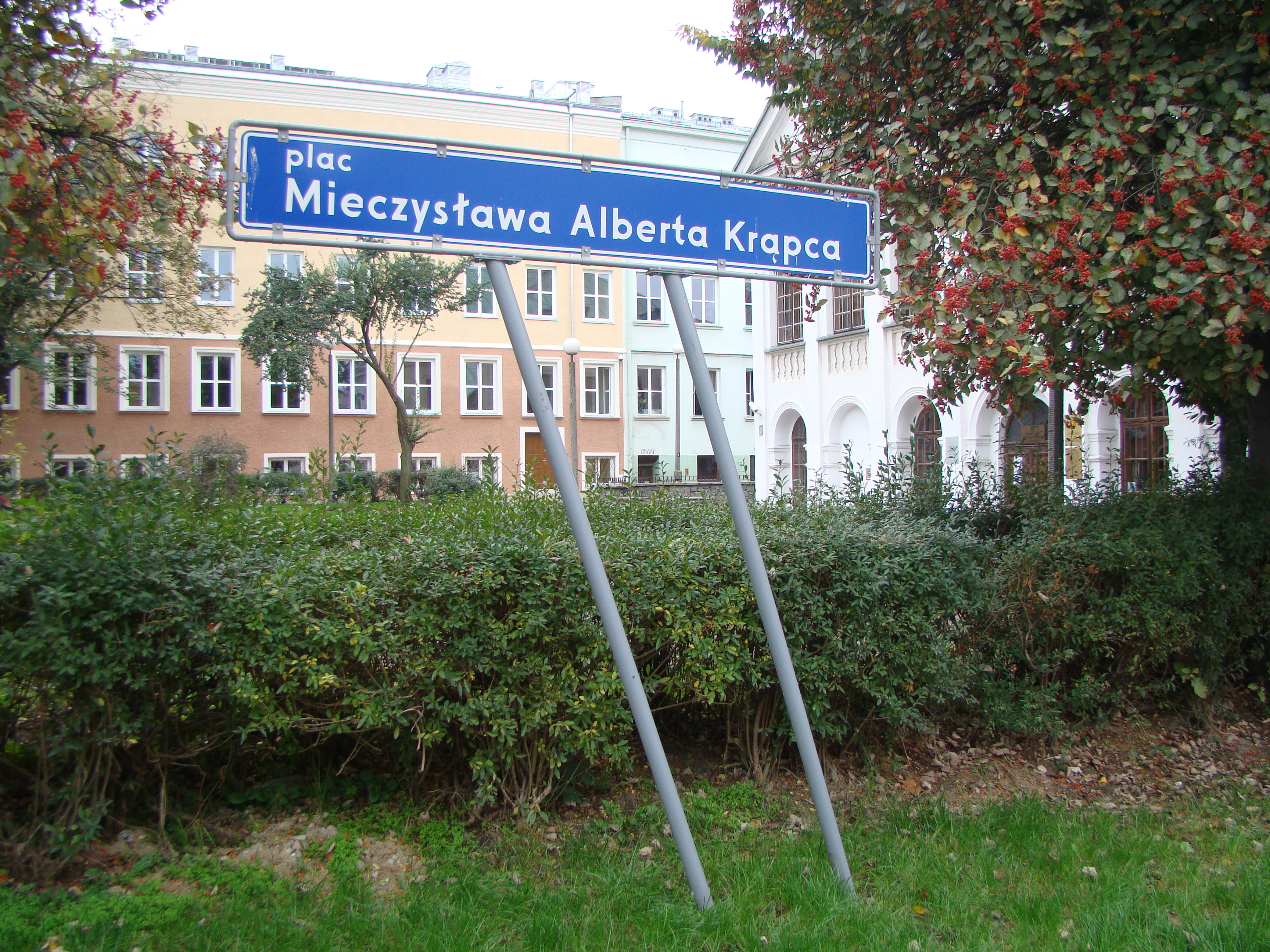
Plac o. prof. Mieczysława A. Krąpca w Lublinie

- od 2009 roku w rocznicę śmierci na KUL-u organizowane jest sympozjum przybliżające postać i działalność o. prof. Mieczysława Alberta Krąpca[4].
- w 2011 jednemu w placów w centrum Lublina nadano imię plac Mieczysława Alberta Krąpca[5].
- w 2013 o. Krąpiec został patronem Gimnazjum nr 3 w Lublinie[6].
- w 2011 r. został patronem Polskiego Centrum Kultury i Edukacji im. prof. Mieczysława Krąpca w Tarnopolu

## Kontrowersje
Podczas spotkania Michaiła Gorbaczowa z intelektualistami w Warszawie 14 lipca 1988 powiedział, że tenże przywódca ZSRR prezentuje w wystąpieniach podobne myśli do myśli chrześcijańskiej wyrażanej przez Jana Pawła II.
W 2014 ukazała się książka Dariusza Rosiaka Wielka odmowa. Agent, filozof, antykomunista (Wydawnictwo Czarne, 2014, ISBN 978-83-7536-765-2), w której Krąpiec przedstawiany jest jako tajny współpracownik Służby Bezpieczeństwa o pseudonimie „Józef”. Publikacja wraz z towarzyszącą jej promocją spotkała się z zarzutem zorganizowanej akcji propagandowej.